# Hachettea
Hachettea es un género monotípico de plantas parásitas, perteneciente a la familia Balanophoraceae. Su única especie: Hachettea austro-caledonica Baill., es originaria de  Nueva Caledonia.

## Taxonomía
Hachettea austrocaledonica fue descrito por Henri Ernest Baillon  y publicado en Bulletin Mensuel de la Société Linnéenne de Paris 1: 229. 1880.